# Isaac Aboab da Fonseca

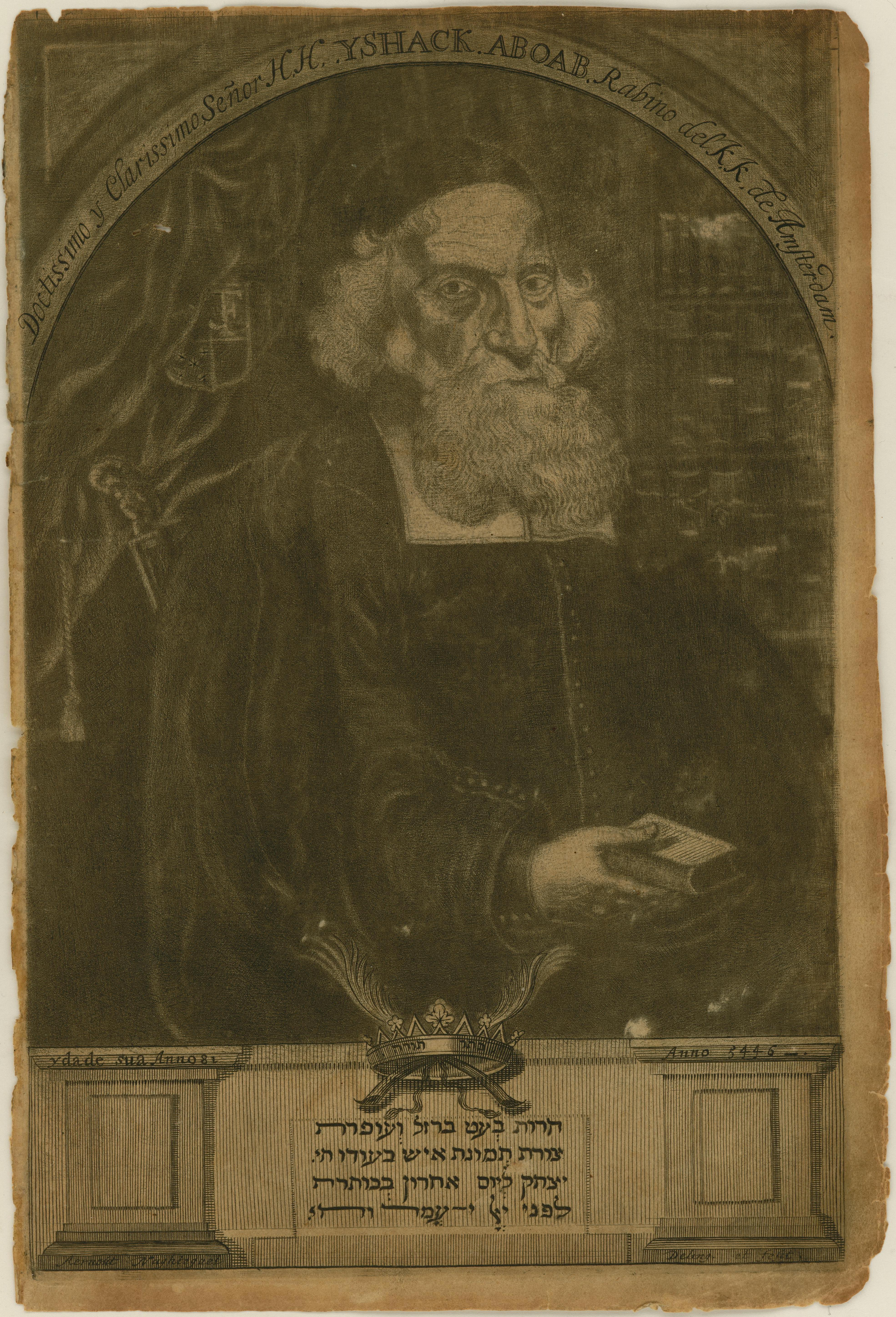
Isaac Aboab da Fonseca – Gemälde von 1661

Isaac Aboab da Fonseca (* 1. Februar 1605 in Castro Daire, Portugal; † 4. April 1693 in Amsterdam) war ein Rabbi, Gelehrter, Kabbalist und Schriftsteller.

## Leben
Isaac Aboab da Fonseca wurde im portugiesischen Castro Daire als Sohn zwangsgetaufter Juden geboren. Trotz der äußeren Konversion wurden diese sogenannten Marranen weiterhin verfolgt, so dass die Familie 1612 in die liberalen Niederlande nach Amsterdam emigrierte. Dort kehrte die Familie zum Judentum zurück. Isaac wurde jüdisch erzogen und erhielt zusammen mit Menasse ben Israel Unterricht bei Isaac Uziel. Mit 18 Jahren wird er zum Rabbi von Beth Israel, einer der drei sephardischen Gemeinden in Amsterdam, ernannt.
Als die Niederländer 1630 die portugiesische Capitania Pernambuco eroberten, emigrierten zahlreiche Juden aus den Niederlanden und Portugal nach Niederländisch-Brasilien. Viele Juden in den Niederlanden lebten in Armut und erhofften sich ein besseres Leben in der Neuen Welt. Um die wachsende Gemeinde zu führen, wurde Isaac Aboab da Fonseca 1642 nach Recife geschickt, wo er als Rabbi der Kahal-Zur-Israel-Synagoge der erste ernannte Rabbi der Neuen Welt wird. Er verfasste zahlreiche Schriften auf Hebräisch und Spanisch und wurde somit zum ersten hebräisch schreibenden Schriftsteller der Neuen Welt.
Nach der Niederlage der Niederländer gegen die Portugiesen 1654 kehrte er nach Amsterdam zurück und übernahm Leitungsfunktionen in der Gemeinde Talmud Torah. 1656 war er als Gemeindeältester an der Exkommunikation Baruch Spinozas wegen dessen philosophischer Aussagen über die Natur Gottes beteiligt. Zeitweise war er ein führender Anhänger von Schabbtai Zvi.
Unter der Leitung Isaac Aboab da Fonsecas erlebte die jüdische Gemeinde in Amsterdam eine Blütezeit. 1675 wurde die Portugiesische Synagoge Amsterdams (Esnoga) eingeweiht.

## Werke (Auswahl)
- Zekher Asiti le-Nifla’ot El (erster hebräische Druck in der Neuen Welt)[1]
- Parafrasis Commentada sobre el Pentateuco. Amsterdam 1688.